# 品爵汽車
品爵汽車股份有限公司係一家僑外資的私人公司，在2000年由美國福特汽車轉投資成立，為日本馬自達等汽車品牌之臺灣總代理；不過2014年7月1日馬自達另行在臺成立臺灣馬自達汽車，其在臺代理權轉移至後者。2017年7月17日品爵汽車申請解散。

## 簡介
1960年代馬自達的臺灣授權代理商為「進輪貿易股份有限公司」，1998年福特六和汽車接手馬自達代理權後，受限於進輪貿易已經註冊一家「馬自達企業股份有限公司」，屬於福特六和子公司的品爵汽車習以「MAZDA Taiwan」對外自稱。不過，馬自達在臺的國產化車款皆由福特六和組裝製造。2011年8月1日，品爵汽車原營運長朱梅君升任執行長，同時她也是臺灣車壇首位女性執行長。
由於福特汽車麾下擁有富豪、捷豹、路虎、林肯、水星等汽車品牌，原本品爵汽車還負責前述品牌在臺灣的進口、行銷業務；但隨著2008年金融海嘯對福特汽車的打擊，同年3月印度塔塔汽車收購捷豹和路虎、2010年3月中國吉利汽車收購富豪，故捷豹、路虎改由九和汽車操作，富豪則由國際富豪汽車負責。2010年福特汽車對馬自達的持股比例從11%降至3.5%，加上前者近年致力推行「One Ford」策略，期望以全球性戰略車款達到全球產品線及生產模式標準化；後者則研發Skyactiv技術以突破現境，兩家車廠在新車款的共用技術與元件已逐漸減少。因此兩家車廠漸行漸遠，2012年8月馬自達退出美國密西根州的AutoAlliance International車廠的生產線；同年9月，中國長安福特馬自達汽車宣告拆夥，各自成立長安福特汽車和長安馬自達汽車。2014年7月，馬自達另行在臺灣成立子公司「台灣馬自達汽車」，並收回臺灣代理權。不過福特六和仍繼續組裝製造馬自達3和馬自達5等車款，直到2016年6月30日宣佈停產；2017年7月17日品爵汽車向主管機關申請解散。

## 爭議

### 廣告不實
2002年9月開始在臺灣上市的第一代馬自達6，由於品爵汽車在網頁廣告與產品型錄上宣稱通過「NCAP新車碰撞測試四顆星評價」，但受測車款配備了五個安全氣囊，在臺銷售的配備卻只有二個。因此行政院公平交易委員會根據《公平交易法》第21條第1項規定，依同法第41條前段規定，處以新臺幣156萬元罰鍰。

### 2011年臺北車展事件
2011年12月30日，有民眾赴台北世界貿易中心參觀2011年臺北車展時，在馬自達攤位被三和汽車女業務員闔上行李廂蓋時不慎打中頭部。該民眾與現場負責人理論過程中，遭到部分人員以差勁語氣威脅及嘲諷，於是將雙方爭吵過程錄下上傳至YouTube（參看該段影片（页面存档备份，存于））。事後三和汽車總經理陳貽彬發出聲明並向該民眾致歉，且表示嚴懲相關失職人員；同時日本馬自達官方也在臉書上致歉，並表示將對此事件做出釐清，給臺灣民眾一個交代。

## 內部連結
- 福特六和